# (27676) 1981 DH3
A (27676) 1981 DH3 a Naprendszer kisbolygóövében található aszteroida. Schelte J. Bus fedezte fel 1981. február 28-án.